# Star (Diátkovo)
Star (ruso: Старь) es un asentamiento de tipo urbano de Rusia perteneciente al raión de Diátkovo de la óblast de Briansk.
En 2021, el asentamiento tenía una población de 4182 habitantes. En su territorio hay una pedanía, el posiólok de Kliónovski, que actualmente está despoblado.
Se ubica unos 10 km al oeste de la capital distrital Diátkovo.

## Historia
Fue fundado en el siglo XVIII en tierras de la aldea de Cherniátichi, que actualmente es una pedanía de Slobodishche. Cherniátichi, que era una localidad fundada en época medieval por el Gran Ducado de Lituania, se ubicaba originalmente en el entorno de Star, pero sus habitantes la trasladaron a su ubicación actual en la década de 1760. En 1785, los empresarios Maltsov compraron las ruinas de la antigua aldea y establecieron aquí una fábrica de vidrio, dando a la nueva localidad el nombre de "Star" (literalmente "Antiguo") por ser una antigua localidad reconstruida. En 1927, la Unión Soviética dio a Star el estatus de asentamiento de tipo urbano.